# فلزات النقود

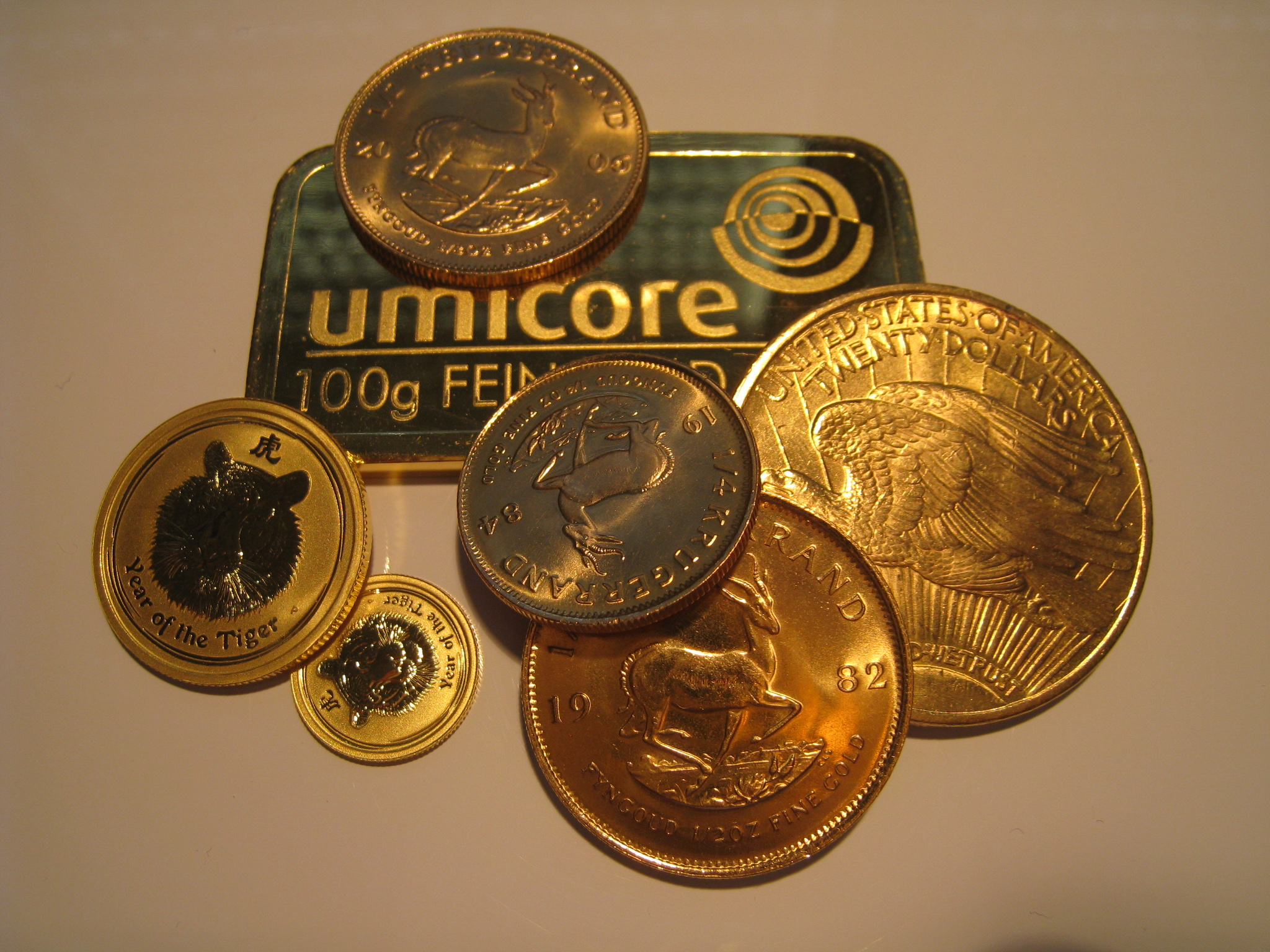

فلزات النقود هي الفلزات التي تستخدم بشكل رئيسي في سك النقود، سواء أكانت صافية أم على شكل سبائك، وأشهرها الذهب والفضة والنحاس.
يعتبر كل من الذهب والفضة من المعادن الثمينة والنادرة التي لها الفة قليلة نحو غاز الأوكسجين. لذلك تتواجد بصورة حرة أو بصورة مركبات كيميائية سهلة الاختزال.
وتتواجد تلك المعادن بكميات قليله، وغالباً ما تكون متواجدة مع كميات كبيرة من الشوائب. ولذلك فإن استخلاصها من خاماتها وتنقيتها ليست بالعملية السهلة. أما فلز النحاس ذو لون خاص به بين الحمرة والبنية اما منصهره أو صفائحه الرقاق جداً فيتميزان بلون أخضر من الضوء النافذ ويأتي النحاس في المجموعة الانتقالية رقم (11) من الجدول الدوري ورقمه الذري (29) ووزنه الذري (63.546)، ويبلغ وزنه النوعي (8.9). وينصهر النحاس عند درجة حرارة حوالي (C°1083) ويغلي عند درجة حرارة (C° 2567) هذا وتنخفض درجة انصهاره من الهواء ويعزى أمر انخفاض في درجة الانصهار إلى تكون اوكسيد النحاسوز في المنصهر نتيجة لأتحاد اوكسيد الهواء بالنحاس المنصهر.